# Β-Acetyldigoxin
β-Acetyldigoxin ist ein herzwirksames Glykosid, das sich vom Digoxin, einer in Fingerhut-Arten vorkommenden chemischen Verbindung, ableitet.

## Eigenschaften
β-Acetyldigoxin ist das β-Acetyl-Derivat des Digoxins oder des Lanatosid C aus Digitalis lanata und fungiert pharmakologisch als Prodrug. Es wird in den Zellen der Darmschleimhaut vollständig desacetyliert und liegt im systemischen Blutkreislauf ausschließlich als Digoxin vor. β-Acetyldigoxin besitzt eine höhere Bioverfügbarkeit als Digoxin. Am Herzen bewirkt Digoxin eine
- gesteigerte Kontraktionskraft und -geschwindigkeit (positiv inotrope Wirkung)
- Abnahme der Herzfrequenz (negativ chronotrope Wirkung)
- Verzögerung der Erregungsleitung (negativ dromotrope Wirkung)
- gesteigerte Erregbarkeit, besonders im Bereich der Kammermuskulatur (positiv bathmotrope Wirkung).

Digoxin wird zu 5–10 % in der Leber metabolisiert und zu circa 80 % unverändert über die Nieren ausgeschieden, es wird von einer Beteiligung des P-Glykoprotein am Ausscheidungsprozess ausgegangen.

## Anwendungsgebiete
Angewendet wird β-Acetyldigoxin in der Behandlung der manifesten chronischen Herzinsuffizienz und des dauerhaften oder anfallsartigen Vorhofflimmerns und Vorhofflatterns.

## Fertigarzneimittel
Novodigal, Lanatilin, Digostada, Digox-CT und andere.